# Менталізація
У психології менталізація — це здатність розуміти психічний стан — себе чи інших — що лежить в основі явної поведінки. Менталізацію можна розглядати як форму уявної розумової діяльності, яка дозволяє нам сприймати та інтерпретувати поведінку людини з точки зору навмисних психічних станів (наприклад, потреб, бажань, почуттів, переконань, цілей, задач і причин). Іноді це описують як «Розуміння нерозуміння». Інший термін, який Девід Уоллін використав для менталізації, це «Думати про мислення». Менталізація може відбуватися як автоматично, так і свідомо. Здатність менталізації, або менталізація, послаблюється інтенсивними емоціями.

## Фон
Хоча ширшу концепцію теорії розуму досліджували принаймні з часів Декарта, конкретний термін «менталізація» з'явився в психоаналітичній літературі наприкінці 1960-х років і був емпірично перевірений у 1983 році, коли Хайнц Віммер і Йозеф Пернер провели перший експеримент щоб дослідити, коли діти можуть зрозуміти хибне переконання, натхненне інтерпретацією сцени Панч та Джуді Деніеля Деннета.
Поле диверсифікувалося на початку 1990-х років, коли Саймон Барон-Коен і Ута Фріт, спираючись на дослідження Віммера та Пернера, та інші об'єднали його з дослідженнями психологічних і біологічних механізмів, що лежать в основі аутизму та шизофренії. Одночасно Пітер Фонагі та його колеги застосували це до психопатології розвитку в контексті стосунків прихильності, які пішли наперекосяк. Нещодавно кілька дослідників дитячого психічного здоров'я, такі як Арієтта Слейд,,Джон Ґріненбергер, Алісія Ліберман, Деніел Шехтер і Сьюзан Коутс застосували менталізацію як до досліджень виховання дітей, так і до клінічного втручання з батьками, немовлятами та маленькими дітьми.

## Наслідки
Менталізація має значення для теорії прихильності та саморозвитку. Згідно з Пітером Фонагі, люди з дезорганізованим стилем прихильності (наприклад, через фізичне, психологічне чи сексуальне насильство) можуть мати більші труднощі з розвитком здатності до менталізації. Історія прихильності частково визначає силу менталізаційної здатності індивідів. Надійно прив'язані люди, як правило, мають основного опікуна, який має більш складні та витончені здібності до менталітету. Як наслідок, ці діти володіють сильнішими здібностями репрезентувати стан свого розуму та розуму інших людей. Менталізація в ранньому дитинстві може захистити людину від психосоціальних негараздів. Це раннє дитинство зі справжньою батьківською менталізацією сприяє розвитку менталізаційних здібностей у самій дитині. Існує також припущення, що справжнє батьківське мислення корисне для навчання дитини; коли дитина відчуває, що на неї дивляться як на навмисного агента, вона відчуває, що на неї умовно реагують, що сприяє епістемічній довірі та запускає навчання у формі природної педагогіки — це підвищує якість навчання дитини. Ця теорія потребує подальшої емпіричної підтримки.

## Дослідження
Менталізація або покращена менталізація має ряд різних аспектів, які можна виміряти різними методами. Визначним методом оцінки Батьківської менталізації є Інтерв'ю батьківського розвитку (PDI), напівструктуроване інтерв'ю із 45 запитань, яке досліджує уявлення батьків про своїх дітей, самих себе як батьків та їхні стосунки з дітьми. Ефективним вимірюванням батьківської менталізації для самооцінки є анкета батьківського рефлексивного функціонування (АБРФ/PRFQ), створена Патріком Луйтеном та його колегами. PRFQ — це коротка багатовимірна оцінка рефлексивного функціонування батьків (менталізації), призначена для того, щоб її було легко застосувати батькам у широкому діапазоні соціально-економічних груп населення. PRFQ рекомендовано використовувати як інструмент скринінгу для досліджень із великим населенням і не має на меті замінити більш комплексні вимірювання, такі як PDI або вимірювання на основі спостерігачів.

## Чотирикратні розміри
Відповідно до Довідника Американської психіатричної асоціації з менталізації в практиці психічного здоров'я, менталізація відбувається за серією чотирьох параметрів або вимірів: автоматичний/контрольований, я/інший, внутрішній/зовнішній і когнітивний/афективний.
Кожен вимір можна застосовувати як збалансовано, так і незбалансовано, тоді як ефективна менталізація також вимагає збалансованого бачення всіх чотирьох вимірів.
1. Автоматичний/керований. Автоматичне (або неявне) менталізування — це швидкий нерефлексивний процес, що вимагає невеликих свідомих зусиль або введення; тоді як контрольована менталізація (явна) є повільною, вимагає зусиль і вимагає повного усвідомлення[19]. У врівноваженій особистості перехід від автоматичного до контрольованого відбувається плавно, коли виникають непорозуміння під час розмови чи соціальної обстановки, щоб виправити ситуацію[20]. Нездатність відійти від автоматичної менталізації може призвести до спрощеного, однобічного погляду на світ, особливо коли емоції зашкалюють; тоді як нездатність залишити контрольовану менталізацію залишає людину в пастці «важкого», нескінченно руйнівного мислення[21].
2. «Я/Інший» передбачає здатність усвідомлювати власний душевний стан, а також стан іншого[22]. Відсутність балансу означає надмірну увагу до себе чи інших.[23]
3. Внутрішній/зовнішній: Тут проблеми можуть виникнути через надмірний акцент на зовнішніх обставинах і нехтування власними почуттями та досвідом[23].
4. Когнітивні/афективні перебувають у рівновазі, коли задіяні обидва виміри, на противагу або надмірній впевненості щодо власних односторонніх ідей, або переповненості думок потоками емоцій[24].